# Ватутіне (Бєлгородська область)
Ватутіне (рос. Ватутино; до 1958: Чепухіно) — село у Валуйському районі Бєлгородської області Російської Федерації. Належить до Мандровського сільського поселення.

## Географія
Село розташоване на березі річки Полатовка, лівій притоці річки Валуй, що входить в басейн річки Дон. Відстань до районного центру міста Валуйки — 22 км, до центру сільського поселення с. Мандрова — 14 км.

## Клімат
У селі помірно-континентальний клімат з досить м'якою зимою зі снігопадами й відлигами й тривалим літом.

## Історія
В архівних документах село Чепухіно (Чепухінка) згадується у 1714 році, засновником його був служивий Валуйської фортеці Яким Васильєв син Чепухін.
У липня 1928 року село Чепухіно увійшло до складу створеної Мандровської сільради Валуйського району Бєлгородської області.
З 1958 року називається Ватутіне — перейменовано на честь уродженця села, радянського воєначальника генерала армії Миколи Ватутіна.
У селі знаходиться «Будинок-музей генерала армії М.Ф. Ватутіна».

## Населення
| 1859 | 1900  | 1932  | 1979  | 1989  | 1994  | 1997 | 1999 | 2006 | 2007 | 2008 | 2010 |
| 511  | ↘ 400 | ↗ 862 | ↘ 168 | ↘ 103 | ↗ 110 | ↘ 78 | ↘ 74 | ↘ 53 | ↘ 46 | ↘ 34 | ↘ 27 |

## Відомі уродженці
- Микола Ватутін — російський та радянський воєначальник, генерал армії (1943), Герой Радянського Союзу (1965, посмертно).